# Miss You (canción)
«Miss You» es una canción del cantante británico Louis Tomlinson. Se lanzó el 1 de diciembre de 2017, a través de Syco Music y Arista Records. Fue escrito por Tomlinson, Pablo Bowman, Asia Whitacre, Richard Boardman, Ian Franzino, Andrew Haas y Julian Bunetta, mientras que la producción fue llevada a cargo por los últimos tres. La canción se incluye como una pista adicional en la versión japonesa del álbum debut de Tomlinson, Walls. 

## Antecedentes
El 26 de noviembre de 2017, Tomlinson anunció la canción a través de sus redes sociales. Dijo de la canción en una declaración: 

Escribí esta canción sobre un momento de mi vida en el que salía de fiesta todas las noches. En retrospectiva durante todo ese tiempo, estaba bastante entumecida y solo hacía los movimientos. En el fondo siempre estaba en el fondo de mi mente que lo que realmente extrañaba era a la chica que amaba. Era importante para mí escribir algo realmente honesto".

## Recepción crítica
Ross McNeilage de MTV News, consideró la canción como "un himno innegable que suena 100% a Louis". Encontró la canción comparable a "todas las buenas canciones pop", en las que "la profundidad de la narración se disfraza con una melodía contagiosa". También escribió que suena similar a algunas canciones de One Direction que Tomlinson coescribió como «Diana» y «Midnight Memories». Patrick Hosken, del mismo programa, describió la canción, que "hace eco del pop-punk", como "el primer sencillo de Tomlinson en promover la música de guitarra". Mike Nied de Idolator lo llamó "un himno antimémico similar a su trabajo con 1D", pero con "un giro más maduro en el sonido boyante de la banda". Hugh McIntyre de Forbes sintió la canción "un poco más afilada que las canciones más rocosas producidas durante el tiempo de One Direction juntos", lo que la hizo "sorprendentemente rocosa para un músico que parecía ansioso por dejar las guitarras en el pasado y pasar al baile electrónico y al pop".

## Vídeo musical
El video musical de la canción se estrenó el 8 de diciembre de 2017. En el aspecto visual, Louis se distrae de llorar por un interés amoroso perdido por un grupo de amigos varones, mientras se mueven para tomar cerveza en un bar. La trama luego pasó a una fiesta de baile cerca del final del video.

## Presentaciones en vivo
Tomlinson interpretó por primera vez la canción en vivo en la serie 14 final del reality show del Reino Unido The X Factor.

## Posicionamiento en listas
| Listas (2017-2018)                      | Mejor posición |
| --------------------------------------- | -------------- |
| Alemania (Media Control Charts)         | 81             |
| Australia (ARIA)                        | 66             |
| Austria (Ö3 Austria Top 40)             | 53             |
| Bélgica (Ultratop) Flanders             | 5              |
| Bélgica (Ultratop) Wallonia             | 11             |
| Canadá (Canadian Digital Song Sales)    | 18             |
| Estados Unidos (Bubbling Under Hot 100) | 6              |
| Estados Unidos ( Digital Song Sales)    | 15             |
| Francia (SNEP)                          | 71             |
| Italia (FIMI)                           | 92             |
| Nueva Zelanda Heatseekers (RMNZ)        | 4              |
| Países Bajos (Single Top 100)           | 12             |
| Portugal (AFP)                          | 65             |
| Reino Unido (UK Singles Chart)          | 39             |
| República Checa (Rádio Top 100)         | 16             |
| Suecia Heatseeker (Sverigetopplistan)   | 13             |
| Suiza (Schweizer Hitparade)             | 67             |

## Historial de lanzamiento
| País   | Fecha                  | Formato                     | Discográfica       | Ref   |
| ------ | ---------------------- | --------------------------- | ------------------ | ----- |
| Varios | 1 de diciembre de 2017 | Descarga digital, Streaming | Syco Music, Arista | [ 3 ] |